# Power (캔자스의 음반)
《Power》는 1986년 10월 28일에 발매된 미국의 록 밴드 캔자스의 열 번째 스튜디오 음반이다. 이는 MCA 레코드를 위한 이 밴드의 첫 번째 스튜디오 음반이었다. 이 음반은 밴드가 공백기를 가진 후 개혁되었기 때문에 새로운 라인업을 특징으로 했다.

## 평가
| 전문가 평가                   | 전문가 평가 |
| 평가 점수                     | 평가 점수   |
| 출처                          | 점수        |
| ----------------------------- | ----------- |
| AllMusic                      | [ 1 ]       |
| Kerrang!                      | [ 2 ]       |
| The Rolling Stone Album Guide | [ 3 ]       |

영국 잡지 《케랑!》의 자비에 러셀은 현대 평론에서 캔자스의 거만한 사운드를 "매우 구식"이라고 불렀고, 〈Musicatto〉와 같은 몇몇 유쾌한 로커들에도 불구하고 다른 곡들은 "믿을 수 없을 정도로 당황스럽다"고 말했다. 올뮤직 평론가 브렛 애덤스는 회고적 평론에서 캔자스가 음악적 관점에서 극적인 변화를 가져왔고, 이는 "프로그레시브 록보다 더 하드 록과 팝"이 되었다고 언급했으며, 이는 아마도 오랜 캔자스 팬들을 놀라게 했지만 밴드에게 "흥미롭고, 궁극적으로 단명할 수도 있지만, 새로운 방향"을 제시했다.

## 곡 목록
모든 곡들은 특별한 언급이 없는 한 스티브 모스와 스티브 월시에 의해 작사/작곡하였다.
| #  | 제목                        | 작사·작곡                           | 재생 시간 |
| -- | --------------------------- | ----------------------------------- | --------- |
| 1. | 〈Silhouettes in Disguise〉 |                                     | 4:26      |
| 2. | 〈Power〉                   | 랜디 구드럼, 모스, 월시             | 4:25      |
| 3. | 〈All I Wanted〉            |                                     | 3:20      |
| 4. | 〈Secret Service〉          | 존 부스 애클린, 론 밀러, 모스, 월시 | 4:42      |
| 5. | 〈We're Not Alone Anymore〉 |                                     | 4:16      |

| #   | 제목                   | 작사·작곡               | 재생 시간 |
| --- | ---------------------- | ----------------------- | --------- |
| 6.  | 〈Musicatto (기악)〉   |                         | 3:30      |
| 7.  | 〈Taking In the View〉 |                         | 3:06      |
| 8.  | 〈Three Pretenders〉   | 빌리 그리어, 모스, 월시 | 3:50      |
| 9.  | 〈Tomb 19〉            |                         | 3:46      |
| 10. | 〈Can't Cry Anymore〉  | 팀 스미스, 밴 템플      | 4:01      |